# Herk-de-Stad
Herk-de-Stad (franceză Herck-la-Ville) este un oraș din regiunea Flandra din Belgia. Comuna este formată din localitățile Herk-de-Stad, Berbroek, Donk și Schulen. Suprafața totală a comunei este de 42,83 km². La 1 ianuarie 2008 comuna avea o populație totală de 11.958 locuitori. 
Herk-de-Stad se învecinează cu comunele Lummen, Halen, Hasselt, Geetbets și Nieuwerkerken.
1. ↑  Crossroad Bank of Enterprises, accesat în 24 iulie 2023